# あざみ
あざみ （角間あざみ）とは金沢大学のeラーニングシステム「アカンサスポータル」のマスコットキャラクターである。'角間'姓は、金沢大学本学キャンパス名「金沢大学角間キャンパス（金沢市角間町所在）」に由来する。

## 来歴
- 2009年5月、学内SNSの正式名称とポータルのマスコットキャラクターの募集が行われる。
- 2009年7月、ポータル上で公募したキャラクターの投票が行われる。
- 2009年10月、ポータルのマスコットキャラクターとしてあざみの採用が発表される。
- 2010年1月、マイクロソフトの全学包括ライセンスの広報活動を行う。

## 設定
- 金沢大学に宿った精霊の女の子。
- 基本的にまじめな性格で普段の口調はですます調、口癖は「なのー」。
- 9月9日生まれ。乙女座。
- 好物はカレー（特に金沢カレー）。
- 普段はおとなしいが、怒ると怖い。戦闘力は北陸最強と噂されているが、本人はか弱い女の子だと信じてる。

## 概要
名前の由来は金沢大学の校花であるアカンサスの和名である「はあざみ」から来ている。
学生・職員の間での知名度は低かったが、最近ではtwitter(@Azami_kanazawa)などでの広報活動を通して徐々に知名度が高まっている。